# Brunyiment
Brunyiment és una operació de mecanitzat per abrasió que permet millorar l'acabat superficial de peces metal·liques. És una forma de poliment d'alta precisió, que no treu poc o gaire matèria.

## Procés
Durant el premecanitzat de les peces sorgeixen errors de forma (pics, valls, error de rodonesa) que es poden anivellar mitjançant la fricció contínua entre la superfície de la peça de treball i la pedra de brunyir. Les superfícies que han estat sotmeses a un procés de brunyiment posseeixen un lliscament i durabilitat molt elevades i resisteixen extraordinàriament el desgast. Els abrasius que s'utilitzen són, generalment, materials cristal·lins de duresa considerable i fabricats sintèticament. Normalment es fan servir òxid d'alumini i carbur de silici. La seva rendibilitat, però, es pot augmentar mitjançant un tractament de sofre.

## Tipus

### Carrera llarga
La seqüència de treball consta de dos moviments solapats: La brunyidora efectua un moviment giratori i un moviment lineal alhora. Es produeix una intersecció de les marques de mecanitzat que provoquen un rectificat en estries creaudes amb el consegüent angle d'estries creuades degut al canvi de sentit de la carrera.

### Carrera curta
La carrera curta o superacabat es diferencia del de carrera llarga per la longitud de carrera i la freqüència. Compensa les ondulacions i els errors de forma circulars. S'obtenen superfícies de contacte de gran qualitat.

### Acabat amb moles
Les moles de vas de brunyit són eines de paret prima i abrasives que permeten obtenir la microgeometria o macrogeometria desitjades i una gran qualitat superficial.

## Duresa de les pedres
La duresa indica la resistència amb la qual el gra es manté dins del cos abrasiu gràcies a l'aglomerant. Un número indica la duresa de la pedra: 0 identifica una pedra de brunyir molt dura i 200 molt tova. La duresa dels grans de 120 o més gruixuts es relaciona, anàlogament, a la de les moles abrasives (s'utilitzen les lletres de l'alfabet, "A" per indicar "molt tou" fins "Z" per indicar "molt dur").
Les pedres de brunyir que tenen un gra de 150 o més fi se sotmeten a unes proves específiques, concretament, a un procés de prova Rockwell modificat, en el qual, en unes determinades condicions, s'aplica una pressió esfèrica sobre el bloc de pedra de brunyir. El valor de la duresa s'obté mitjançant la profunditat de la marca de l'esfera (com més gran sigui la profunditat, més tova serà la pedra).